# Ishavsstjärnblomma
Ishavsstjärnblomma (Stellaria humifusa) är en nejlikväxtart som beskrevs av Christen Friis Rottbøll. Enligt Catalogue of Life ingår Ishavsstjärnblomma i släktet stjärnblommor och familjen nejlikväxter, men enligt Dyntaxa är tillhörigheten istället släktet stjärnblommor och familjen nejlikväxter. Enligt den finländska rödlistan är arten nationellt utdöd i Finland. Arten har ej påträffats i Sverige. Artens livsmiljö är strandängar vid Östersjön. Inga underarter finns listade i Catalogue of Life.

## Bildgalleri

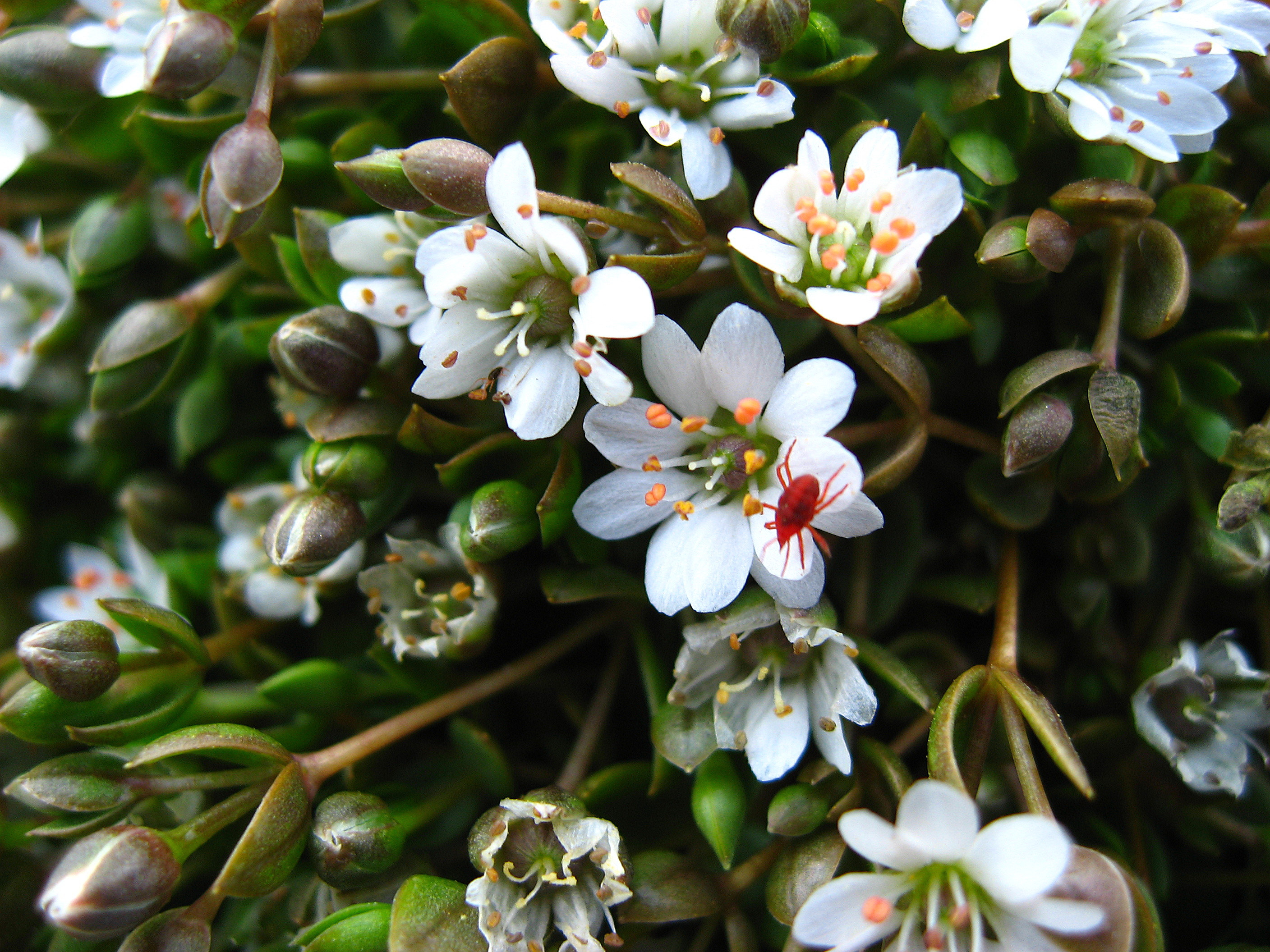